# Fundació Ernest Morató
La Fundació Ernest Morató és una fundació privada constituïda el 23 de desembre de 1994 amb l'objectiu d'impulsar la investigació de les havaneres en tota la seva extensió i documentar la seva història des dels seus orígens. Porta el nom d'Ernest Morató Vigorós, figura clau de la recuperació de l'havanera a Catalunya a la segona meitat del segle xx.
Compta amb un fons documental de 400 fotografies d'actuacions de diferents grups, 800 articles de premsa, 650 cartells i programes, 250 publicacions sobre l'havanera, 1500 partitures i documents i 5850 peces musicals enregistrades. Entre les activitats que ha impulsat o col·laborat destaquen projectes discogràfics, la reedició de llibre exhaurits, la participació en conferències i congressos, exposicions i treballs de camp arreu de la península Ibèrica. El fons documental d'aquesta fundació es conserva a l'Arxiu Municipal de Palafrugell.

## Guardons 2x4... A ritme d'havanera
El 2007 la Fundació Ernest Morató va crear els guardons 2x4... A ritme d'havanera amb el propòsit de reconèixer la tasca que han desenvolupat diferents persones i entitats en favor de l'havanera. Els guardonats han estat:
- 2020: Núria Berengueras i Costa, i Grup empresarial Bardinet i Rom Pujol.[1]

- 2012: Ferran Mascarell[7]
- 2011: Càstor Pérez (pòstumament), Ràdio Hospitalet de l'Infant i Josep Bastons.[8]
- 2010: Xavier Febrés, el Grup Alba i Miquel Armengol Arnan[9]
- 2009: Josep Vergonyós, Lucrecia i TV3[10]
- 2008: Antònia Vilàs, Nina, Onda Rambla i Ramon Codina (pòstumament).[11]
- 2007: Ràdio 4 i Joan Albert Argerich, i Marina Rossell[6]